# Периптерос
Периптерос је израз у архитектури за ону врсту старогрчког храмова чији слободно стојећи стубови у потпуности окружују сва лица зграде те на тај начин креирају портал зграде тако да се на прочељу односно ужој страни храма добијају два реда стубова.  Овај израз се помиње у класичној архитектури.
Периптерос је најучесталији тип композиције грчког храма, нарочито у дорском и коринском стилу. Трем са стубовима окружује цео храм (перистил, перипетална основа). Оваква диспозиција перистила појављује се како око саме целе, тако и око храма са антама, простилоса и амфипростилоса, када на предњој или на обема ужим странама добијамо по два реда стубова.